# Nemzeti bajnokság I 1910/1911
Desátý ročník Nemzeti bajnokság I 1910/1911 (1. maďarské fotbalové ligy).
Turnaje se účastnilo již nově s desíti kluby, které byli v jedné skupině a hrály dvakrát každý s každým. Soutěž ovládl pošesté ve své klubové historii a obhájce minulých dvou ročníků Ferencvárosi. Nejlepším střelcem se stal opět Imre Schlosser (38 branek), který hrál za Ferencvárosi.